# Michele Albertini
Girolamo Michele Albertini, noto anche con lo pseudonimo di Momoletto (Reggio Emilia o Venezia, 1683 – Kassel, 1742), è stato un soprano castrato italiano, attivo nel primo trentennio del 1700, soprattutto in area tedesca.

## Biografia
Fratello del contralto Giovanna Albertini, detta la Reggiana, e quindi di famiglia proveniente probabilmente da Reggio Emilia, non si hanno notizie sull'epoca e le circostanze della sua evirazione. Iniziò comunque molto giovane, come in genere i castrati, la sua carriera musicale, venendo ingaggiato nel 1701 dal langravio Carlo I d'Assia-Kassel per la compagnia italiana che egli aveva deciso di costituire alla sua corte. A Kassel Albertini rimase praticamente per tutta la sua carriera usufruendo degli insegnamenti del basso Ruggiero Fedeli (1655-1722) che aveva assunto in quel periodo l'incarico di maestro di cappella del langravio. Egli ebbe comunque modo di esibirsi anche altrove, per esempio accompagnando talora Fedeli alla corte di Berlino, e ottenendo licenza di frequentare per due periodi la primaria piazza operistica veneziana. Nella città lagunare egli si esibì al Teatro San Giovanni Grisostomo nella stagione di carnevale 1715-1716 in due opere nuove: Foca suberbo, di Antonio Lotti, nella parte di Cinisco, e Il Germanico di Carlo Francesco Pollarolo, nella parte di Druso. Fu poi al Teatro Sant'Angelo nella stagione d'autunno 1720 come "primo uomo" de La verità in cimento di Vivaldi (Zelim), e nella susseguente stagione di carnevale 1720-1721, nelle prime di Filippo, re di Macedonia di Giuseppe Boniventi (protagonista), e de Il pastor fido di Carlo Luigi Pietragrua (Mirtillo), nonché in un nuovo allestimento dell'Antigone di Giuseppe Maria Orlandini (Osmene).
Molto apprezzato alla corte di Kassel, dove era stato raggiunto nel 1718, come "prima donna", dalla sorella Giovanna, egli divenne una figura di primo piano della scena musicale locale, vedendo il suo stipendio salire fino alla non indifferente somma di 1.500 talleri, e sostituendo anche, provvisoriamente, Fedeli, dopo la sua morte nel 1722, e fino all'arrivo del successore Fortunato Chelleri, due anni dopo.
Verso la fine del decennio, poco prima della morte del langravio, Albertini si spostò a Stoccolma per ordine del re Federico I di Svezia, che altri non era che l'erede del suo padrone, il quale aveva ottenuto la corona scandinava nel 1720. Non è stato stabilito esattamente quanto durò il soggiorno svedese di Albertini, ma egli si esibì certamente al seguito del re nel 1730 e partecipò, come soprano solista, all'esecuzione del Te Deum di Johan Helmich Roman per l'inaugurazione della cappella reale del castello di Drottningholm.
Le vicende successive della vita di Albertini non sono note: è possibile che sia anche tornato per qualche tempo in Italia con la sorella, ma certamente si ristabilì alla fine a Kassel, dove un registro di morte ne attesta il decesso nel gennaio del 1742.